# (26140) 1994 CX10
A (26140) 1994 CX10 a Naprendszer kisbolygóövében található aszteroida. Eric Walter Elst fedezte fel 1994. február 7-én.